# Campanhó
Campanhó era una freguesia portuguesa del municipio de Mondim de Basto, distrito de Vila Real.

## Historia
Fue suprimida el 28 de enero de 2013, en aplicación de una resolución de la Asamblea de la República portuguesa promulgada el 16 de enero de 2013 al unirse con la freguesia de Paradança y las aldeas de Carrazedo y Ponte de Olo (anteriormente pertenecientes a la freguesia de Ermelo), formando la nueva freguesia de Campanhó e Paradança.